# A láthatatlan ember (Gárdonyi Géza-regény)
A láthatatlan ember, eredetileg Láthatatlan ember Gárdonyi Géza 1902-ben megjelent regénye. A könyv egy görög ifjúról, Zétáról szól, aki urával, Priszkosz rétorral Attila hun király Tisza menti városába érkezik, hogy a Keletrómai Birodalom és a Hun Birodalom helyzetéről tárgyaljanak. Zéta azonban megpillant egy hun leányt, Emőkét, aki iránt olthatatlan szerelemre lobban, s ez minden szereplő számára számos kaland és élmény forrása lesz. 1975 utáni kiadásai A láthatatlan ember (névelős) címmel jelennek meg.

## Történet
|  | Alább a cselekmény részletei következnek! |

Az 5. század derekán járunk, a Római Birodalomban. Zéta, a trák származású művelt görög szolga urával, Priszkosz rétorral indul Attila, a hun uralkodó Tisza menti székvárosába, hogy a Keletrómai Birodalom és a Hun Birodalom közös ügyeiről tárgyaljanak. Útközben Zéta egy hun fogoly, Deél segítségével megtanul hunul, így rengeteg későbbi nehézséget kerül el. A fogoly mesél neki arról, hogy beleszeretett egy hun főúr lányába, és ezért ki fogják végeztetni.
Zéta és csoportja huzamosabb ideig maradnak a városban, és Zéta rövidesen szintén beleszeret a hun főúr lányába, Emőkébe, és maga vállalja a rabszolgaságot, hogy szerelme, Emőke közelében lehessen: hamis levéllel visszajuttatja magát a hun táborba, és Csáth, a hun főúr szolgája lesz. Később (természetesen Emőke kedvéért) a palotában is gyakori látogató lesz, ahol Rika királyné és udvarhölgyei nyomban bizalmukba is fogadják, és olyan kézügyességet igénylő feladatokat végeztetnek vele, mint amilyen például a rajzolás. Attila hadjárata előtt Zétát is katonai kiképzésre küldik, és rövidesen kitűnő harcos lesz belőle. Abban reménykedik, hogy ha a csatában jeleskedik hősiességével, felszabadítják. Erre nem kerül sor, hiába harcolja végig a catalaunumi csatát.
Sebesüléséből felépülve egy püspök segédje lesz, aki a járványokban elhunyt embereket temeti. Zéta visszakeveredik a hun táborba, és találkozik Emőkével. Őt is azok közé a szolgák közé helyezik, akik segítenek az időközben elhunyt Attila temetésében. Azonban Emőke átveszi Zéta helyét, és a temetés után őt is megölik. Zéta azonban mégis boldog lesz, mert szerelemre lobban Dsidsia, a római szolgálólány iránt.
|  | Itt a vége a cselekmény részletezésének! |

## A regény sikere
A regény sikerének oka legfőbb értékében rejlik: Zéta gazdagon áradó, mindig eleven, természetes hangú meséjében, amit a gyermekek is megértenek, s a felnőttek is szívesen meghallgatnak. A regény címe rejtélyes, de megfejtésében maga az író segít. Az előszóban, mely Gárdonyi megjelölése szerint „utószóként is olvasható”, ezt írja: „Hát én volnék az a Zéta. S bizony mondom: nem ismer engem senki… Az embernek csak az arca ismerhető, de az arca nem ő. Ő az arca mögött van. Láthatatlan.” Zéta tulajdonképpen Gárdonyi képmása: azé az íróé, akit magánya miatt sokan különcnek tartottak, és biztosan nem ismertek.

## A regény fontosabb szereplői
- Zéta – művelt, trák származású görög szolga
- Priszkosz rétor – Zéta gazdája
- Emőke – hun leányzó, Zéta szerelme
- Dsidsia – szolgálólány a hun táborban
- Attila – Attila, a hunok fejedelme
- Rika királyné – Attila felesége
- Csáth – Emőke atyja, Attila bizalmasa
- Oresztész (Oresztesz), Edekon stb. – hun vezérek
- Szabad-Görög – felszabadult görög rabszolga a hun táborban
- Vigilász – keletrómai tolmács

## Ismert fordítások
- (angolul) Slave of the Huns (Feldmár András fordítása)
- (németül) Ich war den Hunnen untertan
- (spanyolul) Atila, el azote de Dios és El esclavo de Atila
- (törökül) Anlaşılmayan İnsan